# Giorgio Bambini
Giorgio Bambini (né le 24 février 1945 à Vezzano Ligure et mort le 13 novembre 2015 à La Spezia) est un boxeur italien.

## Biographie
Il participe aux Jeux olympiques d'été de 1968 dans la catégorie poids lourds et y remporte la médaille de bronze.

## Référence
1. ↑  (it) « Addio a Giorgio Bambini, bronzo olimpico nel pugilato a Messico 68 », sur Città della Spezia (consulté le 1er septembre 2020).
2. ↑  Giorgio Bambini sur olympedia.org
3. ↑  (en) Résultats des Jeux olympiques 1968 (amateur-boxing.strefa.pl)